# Austin Film Critics Association Awards 2018
14. ročník předávání cen asociace Austin Film Critics Association se konal 7. ledna 2019. Nominace byly oznámeny 27. prosince 2018.

## Vítězové a nominovaní

### Nejlepší film
Kdyby ulice Beale mohla mluvit
- Blindspotting
- Favoritka
- Roma
- Suspiria

### Nejlepší režisér
Barry Jenkins – Kdyby ulice Beale mohla mluvit
- Alfonso Cuarón – Roma
- Yorgos Lanthimos – Favoritka
- Debra Granik – Beze stop
- Lynne Ramsay – Nikdys nebyl

### Nejlepší adaptovaný scénář
Barry Jenkins – Kdyby ulice Beale mohla mluvit
- Nicole Holofcener a Jeff Whitty – Dokážete mi kdy odpustit?
- Charlie Wachtel, David Rabinowitz, Kevin Willmott, a Spike Lee – BlacKkKlansman
- Armando Iannucci, David Schneider a Peter Fellows – Ztratili jsme Stalina
- Debra Granik a Anne Rosellini – Beze stop

### Nejlepší původní scénář
Boots Riley – Sorry to Bother You
- Bo Burnham – Osmá třída
- Alfonso Cuarón – Roma
- Deborah Davisa Tony McNamara – Favoritka
- Paul Schrader– Zoufalství a naděje

### Nejlepší herec v hlavní roli
Ethan Hawke – Zoufalství a naděje
- Christian Bale – Vice
- Bradley Cooper – Zrodila se hvězda
- Rami Malek – Bohemian Rhapsody
- Joaquin Phoenix – Nikdys nebyl

### Nejlepší herečka v hlavní roli
Olivia Colmanová – Favoritka
- Toni Collette – Děsivé dědictví
- Melissa McCarthy – Dokážete mi kdy odpustit?
- Elsie Fisher – Osmá třída
- Regina Hallová – Holky sobě

### Nejlepší herec ve vedlejší roli
Richard E. Grant – Dokážete mi kdy odpustit?
- Michael B. Jordan – Black Panther
- Hugh Grant – Paddington 2
- Brian Tyree Henry – Kdyby ulice Beale mohla mluvit
- Steven Yeun – Vzplanutí

### Nejlepší herečka ve vedlejší roli
Regina Kingová – Kdyby ulice Beale mohla mluvit
- Amy Adams – Vice
- Claire Foy – První člověk
- Emma Stoneová – Favoritka
- Rachel Weisz – Favoritka

### Nejlepší dokument
Won't You Be My Neighbor?
- Free Solo
- RBG
- Shikers
- Nerovná jízda

### Nejlepší cizojazyčný film
Vzplanutí
- Studená válka
- Tísňové volání
- Roma
- Zloději

### Nejlepší animovaný film
Spider-Man: Paralelní světy
- Úžasňákovi 2
- Psí ostrov
- Mirai, dívka z budoucnosti
- Raubíř Ralf a internet

### Nejlepší kamera
Alfonso Cuarón – Roma
- James Laxton – Kdyby ulice Beale mohla mluvit
- Robbie Ryan – Favoritka
- Linus Sandgren – První člověk
- Kyung-pyo Hong – Vzplanutí

### Nejlepší skladatel
Jóhann Jóhannson – Mandy – Kult pomsty

### Nejlepší střih
Tom Cross – První člověk

### Nejlepší kaskadérský tým
Mission: Impossible  – Fallout

### Nejlepší zachycení pohybu
Josh Brolin - Avengers: Infinity War

### Nejlepší první film
Bo Burnham – Osmá třída

### Objev roku
Brian Tyree Henry - Kdyby ulice Beale mohla mluvit, Vdovy, Spider-Man: Paralelní světy

### Austin Film Award
Holky sobě

### Speciální ocenění
Bo Burnham, Elsie Fisher, Josh Hamilton – Osmá třída